# HVAR
HVAR (zkratka pro High Velocity Aircraft Rocket, vysokorychlostní letecká raketa), známé také pod přezdívkou „Svatý Mojžíš“ (ang. "Holy Moses"), byly americké neřízené rakety ráže 127 mm. Byly vyvinuté během druhé světové války pro letecké útoky na pozemní a námořní cíle. Byly použity během bojů jak ve II. světové válce tak i v korejské válce. Výroba typu skončila v roce 1955 a jeho nástupcem se v roce 1957 stala raketa Zuni stejné ráže. Zbývající rakety HVAR byly ozbrojenými silami USA používány ještě v počátečním období války ve Vietnamu ve výzbroji typu Douglas A-1 Skyraider.